# Nicolás Navarro
Pour le coureur de fond français, voir Nicolas Navarro (athlétisme). Pour autres homonymes, voir Navarro (homonymie).
Nicolás Navarro est un footballeur argentin né le 25 mars 1985 à Buenos Aires. Il évolue au poste de gardien de but.